# Conflitto di Casamance
Il conflitto di Casamance è un conflitto di basso livello in corso che è stato condotto tra il governo del Senegal e il Movimento delle forze democratiche della Casamance (MFDC) dal 1982. Il 1º maggio 2014 il leader dell'MFDC ha chiesto la tregua e ha dichiarato un cessate il fuoco unilaterale.
L'MFDC ha chiesto l'indipendenza della regione della Casamance, la cui popolazione è religiosamente ed etnicamente distinta dal resto del Senegal. Gli anni più sanguinosi del conflitto sono stati durante il periodo 1992-2001 e hanno provocato oltre un migliaio di morti.
Il 30 dicembre 2004 è stato raggiunto un accordo tra l'MFDC e il governo che ha promesso di fornire l'integrazione volontaria dei combattenti dell'MFDC nelle forze paramilitari del paese, programmi di ripresa economica per la Casamance, sminamento e aiuti al ritorno dei rifugiati. Tuttavia, alcune fazioni intransigenti dell'MFDC hanno presto disertato dagli elementi dell'MFDC che avevano firmato l'accordo interrompendo così le trattative.
I combattimenti sono emersi nuovamente nel 2010 e nel 2011 ma sono diminuiti dopo l'elezione di Macky Sall nell'aprile 2012. I negoziati di pace sotto gli auspici della comunità di Sant'Egidio si sono svolti a Roma e il 14 dicembre 2012 il presidente Sall ha annunciato che la Casamance sarebbe stato un banco di prova per una politica di decentralizzazione avanzata.

## Antefatti

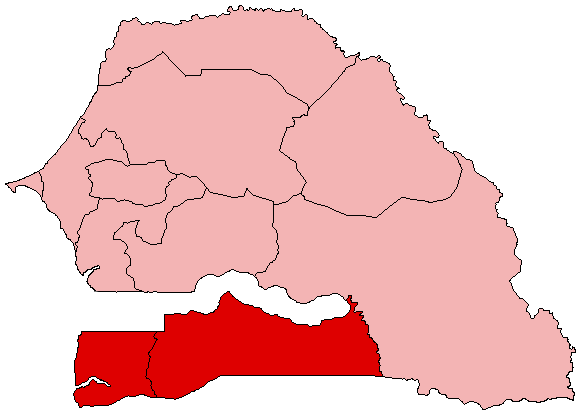
Mappa della regione della Casamance (rosso scuro) come parte del Senegal più ampio.

La regione di Casamance è la regione meridionale del Senegal che, sebbene collegata ad est con il Senegal, è separata dal resto del Senegal dal Gambia. I principali abitanti della regione sono membri del gruppo etnico Jola (Djiola, Diola) e molti sono cristiani o animisti, a differenza della maggioranza dei senegalesi che sono musulmani. Tra i Jola è esistita la percezione di non beneficiare sufficientemente della ricchezza della regione e che Dakar, la capitale, raccogliesse la maggior parte dei profitti dai prodotti della regione.

## Sequenza temporale

### Anni '70
Non fu prima degli anni '70 che in Casamance emerse un autentico sentimento separatista. Uno dei temi ricorrenti era relativo all'economia della regione dominata dai nordici.

### Anni '80
Negli anni '80, il risentimento per l'emarginazione e lo sfruttamento della Casamance da parte del governo centrale senegalese diede origine a un movimento di indipendenza sotto forma dell'MFDC, che venne ufficialmente fondato nel 1982. Questo movimento iniziale riuscì a unire gli Jola e altri gruppi etnici nella regione, come Fulani, Mandinka e Bainuk, e portò alla crescente resistenza popolare contro il governo e i nordici. L'MFDC iniziò a organizzare manifestazioni e alla fine le tensioni si intensificarono in massicci disordini nel dicembre 1983. Il governo senegalese rispose dividendo la provincia di Casamance in due regioni più piccole, probabilmente per dividere e indebolire il movimento indipendentista. Ciò acuì di più le tensioni e il governo iniziò a imprigionare i leader dell'MFDC come Augustin Diamacoune Senghor.
Un altro fattore nel crescente movimento indipendentista fu il fallimento della Confederazione del Senegambia nel 1989, che aveva beneficiato economicamente la Casamance e la cui fine non fece che peggiorare la situazione della popolazione della regione.

### Anni '90

L'MFDC e altri gruppi separatisti usavano originariamente questo tricolore orizzontale bianco-verde-rosso come bandiera nazionale della Casamance.

La scoperta del petrolio nell'area incoraggiò l'MFDC ad organizzare manifestazioni di massa per l'indipendenza immediata nel 1990, che furono brutalmente soppresse dai militari senegalesi. Ciò spinse l'MFDC alla ribellione armata. I seguenti combattimenti furono violenti e 30 000 civili rimasero sfollati nel 1994. Diversi cessate il fuoco furono concordati durante gli anni '90, ma nessuno durò a lungo, spesso anche a causa di divisioni all'interno dell'MFDC da un punto di vista etnico e tra coloro che erano pronti a negoziare e coloro che si rifiutavano di deporre le armi. Nel 1992 l'MFDC si divise in due gruppi principali, Front Sud e Front Nord. Mentre il Front Sud era dominato dagli Jola e chiedeva la piena indipendenza, il Front Nord includeva sia gli Jola che i non Jola ed era pronto a lavorare con il governo sulla base di un accordo fallito del 1991. Un altro cessate il fuoco nel 1993 portò alla rottura dei gruppi ribelli intransigenti dall'MFDC. Questi continuarono ad attaccare i militari.
L'esercito senegalese trasferì migliaia di soldati dalle province settentrionali alla Casamance nel 1995 nel tentativo di reprimere definitivamente la rivolta. I soldati del nord spesso maltrattavano la popolazione locale e non facevano differenza tra coloro che sostenevano i ribelli e i lealisti del governo. In quel momento, i ribelli avevano stabilito basi in Guinea-Bissau, e secondo quanto riferito, venivano riforniti di armi dal comandante militare della Guinea-Bissau Ansumane Mané. Il presunto sostegno di Mané ai separatisti fu un fattore che portò alla guerra civile della Guinea-Bissau scoppiata nel 1998. Quando il Senegal decise di inviare i suoi militari in Guinea-Bissau per combattere per il governo locale contro le forze di Mané, quest'ultima e l'MFDC formarono una piena alleanza. I due movimenti ribelli iniziarono a combattere fianco a fianco sia in Senegal che in Guinea-Bissau. Sebbene il governo della Guinea-Bissau sostenuto dal Senegal sia crollato, nel maggio 1999 fu rovesciato anche il seguente regime simpatizzante dell'MFDC.
In una rinnovata offensiva contro i separatisti tra aprile e giugno 1999, i militari senegalesi bombardarono per la prima volta la capitale de facto della Casamance, Ziguinchor, provocando numerose vittime civili e lo sfollamento di 20 000 persone lungo il confine Senegal-Guinea-Bissau. Da quel momento in poi, i combattimenti si svolsero principalmente nella regione orientale di Kolda. I colloqui di pace ripresero nel dicembre 1999, con i rappresentanti senegalesi e dell'MFDC che si incontrarono a Banjul. Entrambe le parti concordarono un cessate il fuoco.

### Anni 2000
I colloqui di pace ripresero nel gennaio 2000, con entrambe le parti che cercavano di porre fine al conflitto militare e miravano a ripristinare la normalità politica ed economica nella Casamance. Si svolsero discussioni sulla trasformazione dell'MFDC in un partito politico, ma i colloqui furono ostacolati dalla faziosità dell'MFDC e dal rifiuto del governo senegalese di considerare persino l'indipendenza della Casamance. Di conseguenza, i colloqui di pace fallirono nel novembre 2000, con il leader dell'MFDC Augustin Diamacoune Senghor che dichiarò che il suo gruppo avrebbe continuato a combattere fino al raggiungimento dell'indipendenza. Un nuovo cessate il fuoco venne concordato nel marzo 2001, ma non riuscì a fermare il conflitto. Nel frattempo, si acuirono le divisioni interne all'interno dell'MFDC per via degli obiettivi del movimento e sulla leadership di Senghor.
Il 30 dicembre 2004, le due parti del conflitto firmarono una tregua che durò fino all'agosto 2006.
Dopo la scissione, nella regione continuarono i combattimenti a basso livello. Un altro ciclo di negoziati si svolse nel 2005. I suoi risultati, tuttavia, furono ritenuti di parte e di conseguenza gli scontri armati tra le fazioni dell'MFDC e l'esercito continuarono nel 2006, spingendo migliaia di civili a fuggire attraverso il confine verso il Gambia.
Il 13 gennaio 2007 morì a Parigi Augustin Diamacoune Senghor, il leader carismatico dell'MDFC. La sua morte accelerò la divisione dell'MDFC, che si divise in tre principali fazioni armate, guidate rispettivamente da Salif Sadio, Caesar Badiatte e Mamadou Niantang Diatta.
Il 9 giugno 2009, militanti radicali dell'MDFC uccisero un ex membro dell'MFDC, che all'epoca stava servendo come mediatore del processo di pace.

### Anni 2010

Negli anni 2010, l'MFDC aveva adottato una nuova bandiera per la loro ribellione.

Nell'ottobre 2010, una spedizione illegale di armi dall'Iran fu sequestrata a Lagos, in Nigeria. Il governo senegalese sospettava che le armi fossero destinate alla Casamance, e per tale questione richiamò il suo ambasciatore a Teheran. Pesanti combattimenti si verificarono nel dicembre 2010, quando circa 100 combattenti dell'MDFC tentarono di prendere Bignona a sud del confine con il Gambia supportati da armi pesanti, come mortai e mitragliatrici. Furono respinti con diverse vittime dai soldati senegalesi che ebbero sette morti durante lo scontro.
Il 21 dicembre 2011, i media senegalesi riferirono che 12 soldati erano stati uccisi nella regione senegalese della Casamance a seguito di un attacco dei ribelli separatisti a una base militare vicino alla città di Bignona.
Tre soldati vennero uccisi durante uno scontro a 50 chilometri (31 mi) a nord di Ziguinchor. Il 14 febbraio 2012 il governo senegalese attribuì la colpa del conflitto ai separatisti nella regione.
Due attacchi si verificarono l'11 e il 23 marzo 2012, con il bilancio di 4 soldati uccisi e 8 feriti.
A partire dall'aprile 2012, la pace nella Casamance divenne una priorità assoluta per l'amministrazione del presidente senegalese Macky Sall.
Il 3 febbraio 2013, quattro persone furono uccise durante una rapina in banca perpetrata dall'MFDC nella città di Kafoutine; i ribelli rubarono un totale di 8 400 dollari.
Il 1º maggio 2014, uno dei leader del Movimento delle Forze Democratiche della Casamance, Salif Sadio, intentò un processo per arrivare alla pace e dichiarò un cessate il fuoco unilaterale dopo i colloqui segreti tenuti in Vaticano tra le sue forze e il governo del Senegal guidato da Macky Sall.
Yahya Jammeh, politico noto per il reclutamento di combattenti dell'MFDC nell'esercito gambiano, secondo quanto riferito i militari gambiani sarebbero stati più inclini a essere fedeli al regime di Jammeh rispetto al popolo del Gambia. Durante l'intervento militare dell'ECOWAS del 2017 in Gambia, i ribelli dell'MFDC sostennero le forze pro-Jammeh.
I membri del gruppo furono sospettati di essere coinvolti in un'imboscata che provocò la morte di 13 persone vicino alla città di Ziguinchor il 6 gennaio 2018. I leader dell'MFDC, tuttavia, negarono la responsabilità per l'uccisione in stile esecuzione, che secondo loro era collegata alla raccolta illegale di legno di teak e palissandro dalla regione boscosa.